# Papa Adriano III
Adriano III, nascido Hadrianus Collona ou Adriano Collona; (Óstia, 835 - San Cesario sul Panaro, 8 de julho de 885) foi o 109.° Papa e um Santo da Igreja Católica. Sucedeu ao Papa Marino I. 
Nasceu em Roma e foi eleito em 17 de Maio de 884. Confirmou tudo o que tinham feito os seus antecessores contra o Imperador Fazio. Convidado por Carlos, o Gordo, para se mudar para a França, morreu durante a viagem em San Cesario sul Panaro (Modena). Foi enterrado no mosteiro de Nonantola, onde a sua memória é recordada desde então, pelos locais. A sua morte ocorreu em Setembro de 885. Cronistas guibelinos acreditam que tenha sido apunhalado enquanto dormia a mando do Duque de Espolêto e do Conde de Ferrara.